# VM i ishockey 1963
VM i ishockey 1963 var det 30. VM i ishockey, arrangeret af IIHF. For de europæiske hold gjaldt det samtidig som det 41. EM i ishockey, og turneringen blev spillet 7. – 17. marts 1963 i Stockholm, Sverige.
Med 21 tilmeldte hold satte mesterskabet ny rekord. IIHF besluttede derfor, at mesterskabet skulle afvikles i tre niveauer som A-, B- og C-VM. Placeringerne fra VM 1962 kunne imidlertid ikke bruges til inddeling af nationerne i en A-, B- og C-gruppe, fordi det VM blev kraftigt boykottet, især af alle de østeuropæiske lande. I stedet valgte man, at placeringerne fra VM 1961 som hovedregel skulle danne baggrund for inddelingen, men der blev dog gjort en enkelt undtagelse. Vesttyskland, der var sluttet sidst ved A-VM 1961 og dermed egentlig burde være rykket ned, fik en ny chance ved A-VM, mens Norge, der som vinder af B-VM 1961 egentlig burde være rykket op og have erstattet Vesttyskland ved A-VM, endnu en gang måtte nøjes med spil i B-VM, og det endda på trods af, at nordmændende ved A-VM i 1962 var sluttet foran vesttyskerne.
Anderledes så det ud i B- og C-gruppen. Østrig, der sluttede sidst ved B-VM 1961, måtte en tur ned i C-gruppen og blev erstattet i B-gruppen af vinderen af C-VM 1961, Rumænien. De fik selskab i B-gruppen af Frankrig, nr. 2 ved C-VM 1961, der erstattede Italien, som ikke stillede op ved dette VM. Endelig fik Jugoslavien, nr. 3 ved C-VM 1961, også en plads i B-gruppen, således at den ikke fik færre deltagere end C-gruppen. Således endte de tre grupper med 8 nationer i A-gruppen, 7 nationer i B-gruppen og 6 nationer i C-gruppen.
Egentlig op- og nedrykning mellem grupperne blev der ikke spillet om ved dette VM, fordi der året efter skulle spilles OL, som blev spillet efter andre retningslinjer end de rene VM-turneringer. Imidlertid blev placeringerne ved dette års B- og C-VM vigtige for hvilke hold, der kvalificerede sig til den olympiske ishockeyturnering, hvis deltagerantal i 1964 var begrænset til 16 hold. Ved B-VM blev der derfor spillet om fem OL-pladser, mens der ved C-VM var én OL-plads på spil (udover Østrig, der som OL-værtsnation var direkte kvalificeret).
Verdensmesterskabet blev vundet af Sovjetunionen for tredje gang, og det var samtidig det sovjetiske holds syvende EM-titel. Men afgørelsen på VM blev uhyre tæt. Indtil sidste spilledag førtes turneringen af et ubesejret svensk hold, der bl.a. havde slået Sovjetunionen 2-1, men på sidstedagen tabte svenskerne overraskende 3-2 til Tjekkoslovakiet, og dermed kunne Sovjetunionen med en sejr på 4-2 over Canada sikre sig verdensmesterskabet på bedre målkvotient end Sverige (den gang anvendte man ikke indbyrdes opgør til at afgøre placeringen ved pointlighed). Sejren over Sverige sikrede Tjekkoslovakiet bronzemedaljerne, og dermed endte Canada for første gang nogensinde uden for medaljerækken ved et VM i ishockey.
For Sovjetunionen blev denne VM-sejr starten på en periode med fuldstændig dominans. Sejren blev den første af ni VM-titler i træk i årene 1963-1971. Holdet profiterede også af den såkaldte amatørproblematik. Mens de østeuropæiske holds spillere kun på papiret udøvede et erhverv, som oftest soldat eller politibetjent, og ellers reelt levede som fuldtids ishockeyspillere, heraf navnet "statsamatører", førte den stigende professionalisme i Nordamerika med National Hockey League (NHL) og World Hockey Association (WHA) til en udvanding af amatørishcokeyen. Især blev USA's landshold hårdt ramt af denne udvikling (kun nr. 7 i 1963), og holdet havde de kommende år ingen chance for at spille med om medaljer og måtte for det meste kæmpe for at undgå nedrykning til B-gruppen. For de sejrsvante canadiere rakte det de kommende år højst til en bronzemedalje, og yderligere VM-titler måtte man tænke sig til. I 1969 trak canadierne sig helt fra VM-deltagelse de følgende år for at undgå prestigetab på grund af dårlige resultater. Først efter at professionelle spillere igen i 1977 fik lov at deltage, vendte Canada tilbage til VM-turneringerne.

## A-VM
| Dato  | Kamp                           | Res. | Perioder      |
| ----- | ------------------------------ | ---- | ------------- |
| 7.3.  | Tjekkoslovakiet - Vesttyskland | 10-1 | 3-0, 4-1, 3-0 |
| 7.3.  | Sovjetunionen - Finland        | 6-1  | 0-0, 2-0, 4-1 |
| 7.3.  | Sverige - DDR                  | 5-1  | 2-1, 0-0, 3-0 |
| 8.3.  | Canada - Vesttyskland          | 6-0  | 2-0, 1-0, 3-0 |
| 8.3.  | Finland - USA                  | 11-3 | 3-1, 6-1, 2-1 |
| 8.3.  | Sverige - Sovjetunionen        | 2-1  | 0-1, 2-0, 0-0 |
| 9.3.  | Canada - DDR                   | 11-5 | 3-4, 4-1, 4-0 |
| 9.3.  | Tjekkoslovakiet - USA          | 10-1 | 5-0, 4-0, 1-1 |
| 10.3. | Sovjetunionen - Vesttyskland   | 15-3 | 5-2, 4-0, 6-1 |
| 10.3. | Tjekkoslovakiet - DDR          | 8-3  | 1-3, 5-0, 2-0 |
| 10.3. | Sverige - Finland              | 4-0  | 1-0, 1-0, 2-0 |
| 11.3. | Finland - Vesttyskland         | 4-4  | 0-2, 4-1, 0-1 |
| 11.3. | Canada - USA                   | 10-4 | 1-2, 4-1, 5-1 |
| 12.3. | Sovjetunionen - DDR            | 12-0 | 4-0, 4-0, 4-0 |

| Dato  | Kamp                            | Res. | Perioder      |
| ----- | ------------------------------- | ---- | ------------- |
| 12.3. | Tjekkoslovakiet - Canada        | 4-4  | 2-1, 1-2, 1-1 |
| 12.3. | Sverige - USA                   | 17-2 | 6-0, 4-1, 7-1 |
| 13.3. | DDR - Finland                   | 1-0  | 0-0, 0-0, 1-0 |
| 13.3. | Sverige - Vesttyskland          | 10-2 | 1-2, 3-0, 6-0 |
| 14.3. | USA - Vesttyskland              | 8-4  | 1-1, 3-1, 4-2 |
| 14.3. | Sovjetunionen - Tjekkoslovakiet | 3-1  | 1-1, 1-0, 1-0 |
| 14.3. | Canada - Finland                | 12-2 | 4-0, 2-1, 6-1 |
| 15.3. | Sovjetunionen - USA             | 9-0  | 3-0, 5-0, 1-0 |
| 15.3. | Tjekkoslovakiet - Finland       | 5-2  | 2-0, 2-1, 1-1 |
| 15.3. | Sverige - Canada                | 4-1  | 1-0, 0-1, 3-0 |
| 16.3. | Vesttyskland - DDR              | 4-3  | 2-0, 1-2, 1-1 |
| 17.3. | USA - DDR                       | 3-3  | 2-0, 0-0, 1-3 |
| 17.3. | Tjekkoslovakiet - Sverige       | 3-2  | 0-1, 3-0, 0-1 |
| 17.3. | Sovjetunionen - Canada          | 4-2  | 3-0, 1-0, 0-2 |

| VM 1963                                                                             | VM 1963         | Kampe | Vund. | Uafgj. | Tabte | Mål   | Kvot. | Point |
| ----------------------------------------------------------------------------------- | --------------- | ----- | ----- | ------ | ----- | ----- | ----- | ----- |
| Guld                                                                                | Sovjetunionen*  | 7     | 6     | 0      | 1     | 50-90 | 5,56  | 12    |
| Sølv                                                                                | Sverige*        | 7     | 6     | 0      | 1     | 49-10 | 4,90  | 12    |
| Bronze                                                                              | Tjekkoslovakiet | 7     | 5     | 1      | 1     | 41-16 | 2,56  | 11    |
| 4.                                                                                  | Canada          | 7     | 4     | 1      | 2     | 46-23 | 2,00  | 9     |
| 5.                                                                                  | Finland*        | 7     | 1     | 1      | 5     | 20-35 | 0,57  | 3     |
| 6.                                                                                  | DDR*            | 7     | 1     | 1      | 5     | 16-43 | 0,37  | 3     |
| 7.                                                                                  | USA*            | 7     | 1     | 1      | 5     | 21-64 | 0,33  | 3     |
| 8.                                                                                  | Vesttyskland*   | 7     | 1     | 1      | 5     | 18-56 | 0,32  | 3     |
| *Indbyrdes placering blandt hold med lige mange point blev afgjort ved målkvotient. |                 |       |       |        |       |       |       |       |

### Slutstillinger
| VM 1963 | VM 1963         |
| ------- | --------------- |
| Guld    | Sovjetunionen   |
| Sølv    | Sverige         |
| Bronze  | Tjekkoslovakiet |
| 4.      | Canada          |
| 5.      | Finland         |
| 6.      | DDR             |
| 7.      | USA             |
| 8.      | Vesttyskland    |

| EM 1963 | EM 1963         |
| ------- | --------------- |
| Guld    | Sovjetunionen   |
| Sølv    | Sverige         |
| Bronze  | Tjekkoslovakiet |
| 4.      | Finland         |
| 5.      | DDR             |
| 6.      | Vesttyskland    |

## B-VM
| Dato  | Kamp                      | Res. | Perioder      |
| ----- | ------------------------- | ---- | ------------- |
| 7.3.  | Schweiz - Storbritannien  | 8-0  | 3-0, 2-0, 3-0 |
| 7.3.  | Rumænien - Polen          | 4-3  | 3-0, 1-1, 0-2 |
| 8.3.  | Norge - Frankrig          | 8-2  | 1-1, 1-0, 6-1 |
| 8.3.  | Schweiz - Jugoslavien     | 8-1  | 4-0, 3-1, 1-0 |
| 8.3.  | Rumænien - Storbritannien | 8-1  | 2-0, 3-1, 3-0 |
| 9.3.  | Polen - Norge             | 6-2  | 2-0, 3-1, 1-1 |
| 9.3.  | Jugoslavien - Frankrig    | 7-3  | 4-0, 0-2, 3-1 |
| 10.3. | Schweiz - Rumænien        | 4-4  | 1-1, 1-1, 2-2 |
| 10.3. | Polen - Storbritannien    | 10-0 | 3-0, 1-0, 6-0 |
| 11.3. | Schweiz - Frankrig        | 5-0  | 2-0, 1-0, 2-0 |
| 11.3. | Rumænien - Jugoslavien    | 7-4  | 1-1, 2-1, 4-2 |

| Dato  | Kamp                         | Res. | Perioder       |
| ----- | ---------------------------- | ---- | -------------- |
| 11.3. | Norge - Storbritannien       | 9-2  | 2-0, 4-1, 3-1  |
| 12.3. | Polen - Frankrig             | 10-1 | 2-0, 4-1, 4-0  |
| 12.3. | Norge - Jugoslavien          | 7-3  | 1-0, 2-1, 4-2  |
| 13.3. | Schweiz - Polen              | 2-1  | 1-0, 0-1, 1-0  |
| 14.3. | Rumænien - Frankrig          | 5-0  | 1-0, 2-0, 2-0  |
| 14.3. | Jugoslavien - Storbritannien | 4-2  | 2-0, 1-0, 1-2  |
| 14.3. | Norge - Schweiz              | 4-1  | 1-0, 2-0, 1-1  |
| 16.3. | Polen - Jugoslavien          | 22-4 | 6-1, 5-3, 11-0 |
| 16.3. | Frankrig - Storbritannien    | 8-3  | 3-1, 2-0, 3-2  |
| 16.3. | Norge - Rumænien             | 5-1  | 2-1, 0-0, 3-0  |

| B-VM 1963 | B-VM 1963      | Kampe | Vund. | Uafgj. | Tabte | Mål   | Point |
| --------- | -------------- | ----- | ----- | ------ | ----- | ----- | ----- |
| 1.        | Norge          | 6     | 5     | 0      | 1     | 35-15 | 10    |
| 2.        | Schweiz        | 6     | 4     | 1      | 1     | 28-10 | 9     |
| 3.        | Rumænien       | 6     | 4     | 1      | 1     | 29-17 | 9     |
| 4.        | Polen          | 6     | 4     | 0      | 2     | 52-13 | 8     |
| 5.        | Jugoslavien    | 6     | 2     | 0      | 4     | 23-49 | 4     |
| 6.        | Frankrig       | 6     | 1     | 0      | 5     | 14-38 | 2     |
| 7.        | Storbritannien | 6     | 0     | 0      | 6     | 8-47  | 0     |
Som de fem bedst placerede lande ved B-VM kvalificerede Norge, Schweiz, Rumænien, Polen og Jugoslavien sig til den olympiske ishockeyturnering i 1964.

## C-VM
| Dato  | Kamp                | Res. | Perioder       |
| ----- | ------------------- | ---- | -------------- |
| 7.3.  | Ungarn - Belgien    | 25-1 | 10-0, 8-0, 7-1 |
| 7.3.  | Østrig - Danmark    | 13-2 | 5-0, 3-2, 5-0  |
| 8.3.  | Bulgarien - Holland | 3-3  | 2-1, 1-1, 0-1  |
| 9.3.  | Østrig - Ungarn     | 3-1  | 1-1, 2-0, 0-0  |
| 10.3. | Bulgarien - Belgien | 7-3  | 2-1, 2-2, 3-0  |
| 10.3. | Danmark - Holland   | 4-1  | 2-0, 1-1, 1-0  |
| 11.3. | Østrig - Holland    | 13-2 | 4-1, 5-1, 4-0  |
| 12.3. | Ungarn - Danmark    | 10-3 | 3-0, 3-1, 4-2  |

| Dato  | Kamp                | Res. | Perioder        |
| ----- | ------------------- | ---- | --------------- |
| 12.3. | Østrig - Belgien    | 30-0 | 8-0, 11-0, 11-0 |
| 13.3. | Danmark - Bulgarien | 5-4  | 1-1, 3-2, 1-1   |
| 13.3. | Holland - Belgien   | 13-1 | 4-0, 2-1, 7-0   |
| 14.3. | Østrig - Bulgarien  | 3-2  | 2-1, 0-1, 1-0   |
| 15.3. | Ungarn - Holland    | 13-2 | 3-2, 3-0, 7-0   |
| 15.3. | Danmark - Belgien   | 8-3  | 6-3, 1-0, 1-0   |
| 16.3. | Ungarn - Bulgarien  | 8-3  | 1-1, 2-2, 5-0   |

| C-VM 1963 | C-VM 1963 | Kampe | Vund. | Uafgj. | Tabte | Mål   | Point |
| --------- | --------- | ----- | ----- | ------ | ----- | ----- | ----- |
| 1.        | Østrig    | 5     | 5     | 0      | 0     | 62-7  | 10    |
| 2.        | Ungarn    | 5     | 4     | 0      | 1     | 57-12 | 8     |
| 3.        | Danmark   | 5     | 3     | 0      | 2     | 22-31 | 6     |
| 4.        | Bulgarien | 5     | 1     | 1      | 3     | 19-22 | 3     |
| 5.        | Holland   | 5     | 1     | 1      | 3     | 21-34 | 3     |
| 6.        | Belgien   | 5     | 0     | 0      | 5     | 8-83  | 0     |
Østrig var som værtsland direkte kvalificeret til den olympiske ishockeyturnering i 1964, så derfor gik OL-pladsen som bedste C-nation til Ungarn.
Danmark deltog for kun tredje gang i VM, men i modsætning til de to første forsøg lykkedes det denne gang at vinde en kamp. Faktisk blev det til hele tre sejre i fem kampe, og det danske hold var kun én placering fra at kvalificere sig til vinter-OL året efter.